# Chénens
Chénens (toponimo francese; in tedesco Geiningen, desueto) è un comune svizzero 858 abitanti del Canton Friburgo, nel distretto della Sarine.

## Monumenti e luoghi d'interesse

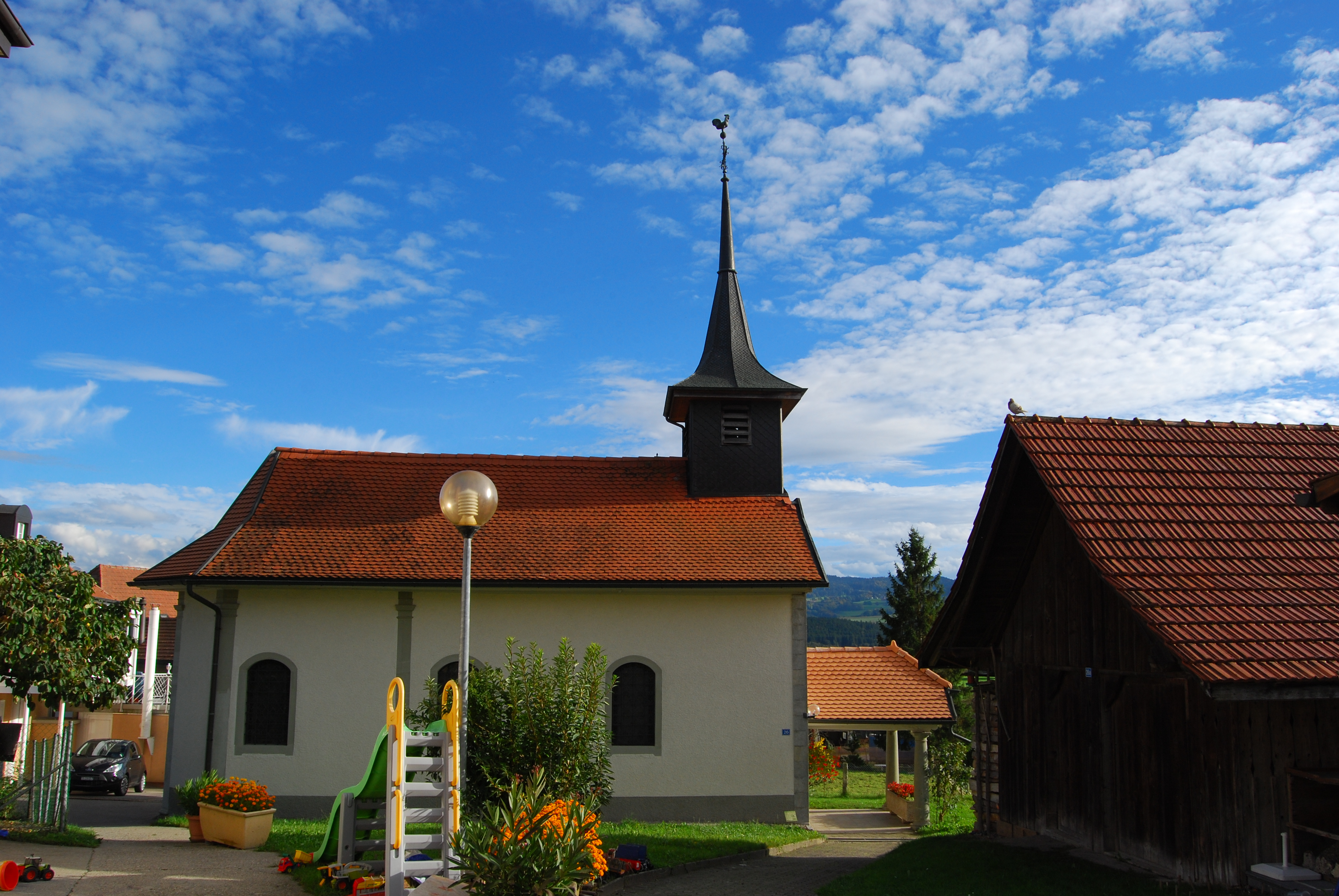
La cappella cattolica di Nostra Signora

- Cappella cattolica di Nostra Signora, ricostruita nel 1584 e dopo il 1750[1].

## Società

### Evoluzione demografica
L'evoluzione demografica è riportata nella seguente tabella:
Abitanti censiti

## Infrastrutture e trasporti

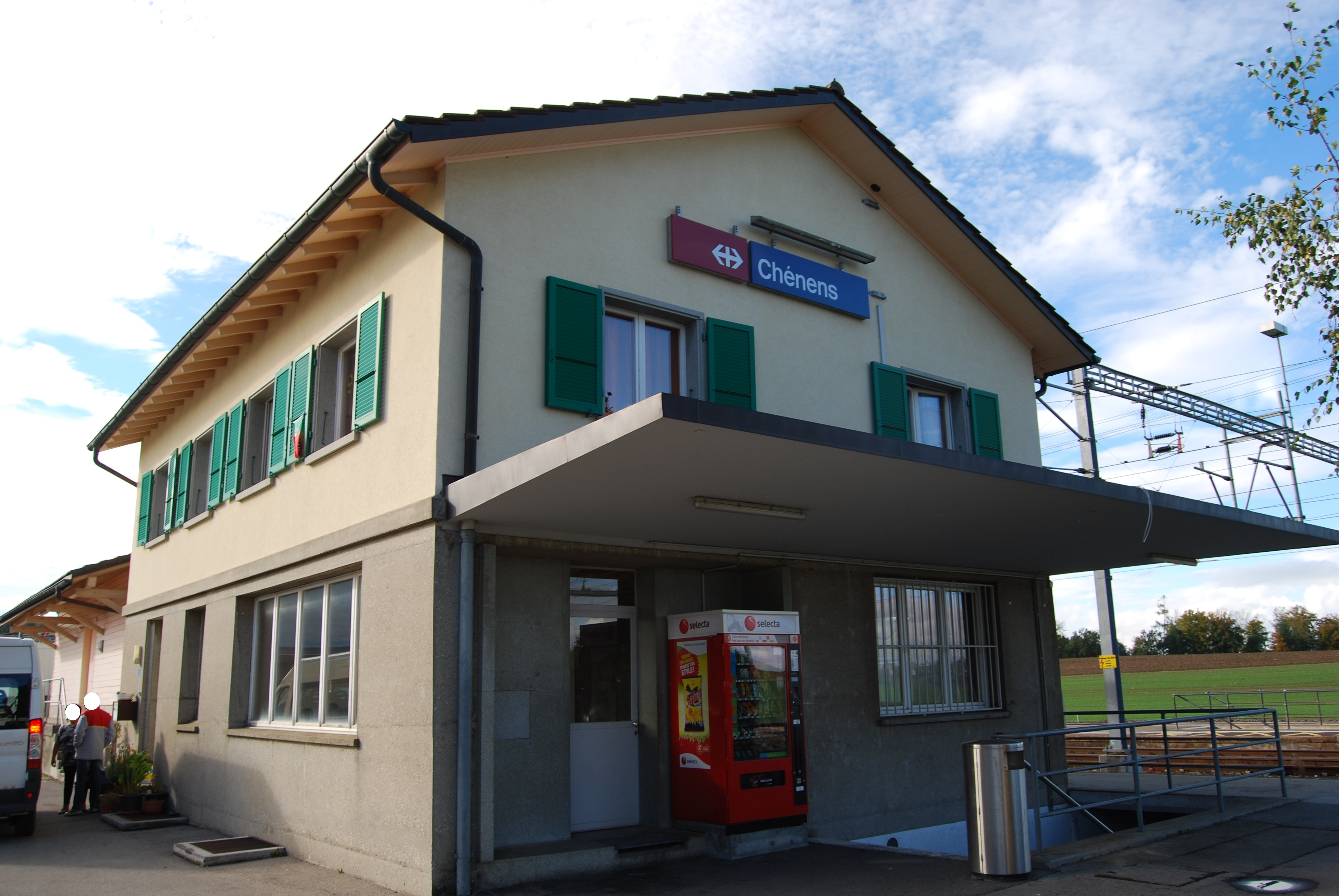
La stazione di Chénens

Chénens è servito dall'omonima stazione sulla ferrovia Losanna-Berna.

## Amministrazione
Ogni famiglia originaria del luogo fa parte del comune patriziale che ha la responsabilità della manutenzione di ogni bene comune.